# زين الدين بلعيد
زين الدين بلعيد (20 مارس1999) لاعب كرة قدم جزائري في مركز الدفاع. يلعب حالياً لصالح نادي سينت ترويدن البلجيكي، وهو القائد السابق لنادي اتحاد الجزائر الذي ينافس في الرابطة الجزائرية المحترفة الأولى. وكذلك مع منتخب الجزائر لكرة القدم.

## وصلات خارجية
زين الدين بلعيد على موقع قاعدة بيانات كرة القدم.إي يو (الإنجليزية)
- زين الدين بلعيد على موقع ناشيونال فوتبول تيمز (الإنجليزية)
- زين الدين بلعيد على موقع Soccerway.com (الإنجليزية)
- زين الدين بلعيد على موقع عالم كرة القدم.نت (الإنجليزية)